# Theodor Râmniceanu
Theodor Râmniceanu (n. 14 octombrie 1860 - d. 1932, București) a fost unul dintre generalii Armatei României din Primul Război Mondial. 
Nu a participat direct la acțiunile de luptă, îndeplinind funcțiile de comandant al Corpului Grănicerilor și șef al Casei Militare Regale, începând cu data de 1/13 iunie 1918.:1693

## Cariera militară
După absolvirea școlii militare de ofițeri cu gradul de sublocotenent, Theodor Râmniceanu a ocupat diferite poziții în cadrul unităților de artilerie sau în eșaloanele superioare ale armatei, cele mai importante fiind cele de șef al Institutului Geografic al Armatei, comandant al Regimentelor 2, 19 și 15 Artilerie, comandant al Brigăzii 5 Artilerie sau comandant al Corpului Grănicerilor.:p. 277
Împreună cu viitorul general Radu Toroceanu a făcut parte din echipa care a determinat în 1895 punctul astronomic fundamental al Observatorului Astronomic Militar din București.
Grade: sublocotenent - 01.07.1883, locotenent - 01.11.1887, căpitan - 08.04.1892, maior - 08.04.1898, locotenent-colonel - 07.04.1905, colonel - 07.04.1909, general de brigadă - 15.02.1914.
Între 1910-1913, împreună cu generalul Ioan Gărdescu, a condus Serviciul Geografic al Armatei.

## Decorații
- Ordinul „Steaua României”, în grad de ofițer (1906)
- Ordinul „Coroana României”, în grad de comandor (1912)
- Crucea „Meritul Sanitar” (1914)[2]:430